# Gonzalo Ortiz Díez-Tortosa
Gonzalo Ortiz Díez-Tortosa (Madrid, 8 de noviembre de 1948) es un diplomático español. Cónsul de España en Río de Janeiro, Sídney y Shanghái. Embajador de España en Vietnam y Corea del Sur.

## Biografía
Tras licenciarse en Derecho y en Ciencias Económicas, en 1973 ingresó en la Escuela Diplomática.
Su carrera diplomática comenzó en febrero de 1974 cuando fue nombrado Jefe de Asia y de los países de Europa del Este de la Sección General de Relaciones Económicas Bilaterales. Al año siguiente se trasladó a Bonn, al ser nombrado agregado comercial en la embajada española en la República Federal de Alemana. 
Después ocupó el puesto de segundo jefe en las embajadas de España en Tokio (1983) y Pekín (1988).También fue subdirector general del Servicio Exterior y subdirector general de Relaciones Económicas Bilaterales con Países Europeos y Zonas Europeas de Libre Cambio (1987).
Ha sido también cónsul general de España en Río de Janeiro (1990); asesor de la Presidencia del Congreso de los Diputados (1993); cónsul general de España en Sídney (1996), y vicepresidente de la Sección Española del Comité Permanente Hispano-norteamericano (1999).
En 2002 se trasladó a Hanói al ser nombrado embajador de España en la República Socialista de Vietnam. En 2006 fue destinado a Nueva Delhi, como segundo jefe en la Embajada de España en la India. De regreso en España, se incorporó al Ministerio de Asuntos Exteriores, como consejero técnico en la Dirección General de Política Exterior para Europa no comunitaria y América del Norte (2009). Posteriormente ha sido cónsul general en Shanghái (2011-2014), y embajador en la República de Corea (2014 -2018).
Se casó y tuvo una hija.[cita requerida]
| Predecesor: Ignacio Sagaz Temprano | Embajador de España en Vietnam 2002-2005       | Sucesor: María Soledad Fuentes Gómez  |
| Predecesor: Luis Arias Romero      | Embajador de España en Corea del Sur 2014-2018 | Sucesor: Juan Ignacio Morro Villacián |